# Elasmotheriinae

Na subfamília Elasmotherinae encontram-se os extintos unicórnios siberianos, que são semelhantes a rinocerontes com um chifre cônico. Esses mamíferos ocuparam regiões entre o mar Cáspio, o Cáucaso e Ásia Central. O registro mais antigo desta subfamília data do Mioceno Superior, e foi encontrada na atual China. 